# Steve Simonsen
Steve Simonsen (South Shields, 3 aprile 1979) è un ex calciatore inglese, di ruolo portiere.

## Palmarès

### Club

#### Competizioni nazionali
- Scottish Third Division: 1

Rangers: 2012-2013
- Scottish League One: 1

Rangers: 2013-2014